# Stefan Bąkowski (pedagog)
Stefan Teofil Mikołaj Bąkowski (ur. 8 czerwca 1896 w Baranowie, zm. 11 marca 1959 w Warszawie) – polski pedagog, wizytator szkolny, autor podręczników. 

## Życiorys
Po ukończeniu gimnazjum w Wadowicach w 1915 wyjechał do Grazu, gdzie studiował na tamtejszej politechnice. W międzyczasie urlopowany walczył w armii austriackiej, a następnie w wojsku polskim. W 1919 wyjechał do Lwowa, gdzie kontynuował studia na politechnice. W 1922 uzyskał dyplom ukończenia studiów i otrzymał etat nauczyciela w I Państwowym Gimnazjum im. Juliusza Słowackiego w Przemyślu, równocześnie wykładał w Prywatnym Gimnazjum PP. Benedyktynek i na kursach dokształcających dla wojskowych. W 1930 przeprowadził się do Warszawy i od 1 września był nauczycielem w Gimnazjum im. Stanisława Staszica oraz wizytatorem szkolnym z ramienia kuratorium oświaty. Podczas okupacji hitlerowskiej uczestnik tajnego nauczania. Autor podręczników i współautor programów nauczania szkolnego. 
Zmarł w Warszawie. Pochowany na Cmentarzu Wojskowym na Powązkach (kwatera II B 28-3-3). 

## Członkostwo
- członek i prelegent Towarzystwa Przyjaciół Nauk w Przemyślu;
- członek Towarzystwa Nauk Szkół Wyższych w Przemyślu;
- założyciel i członek Wydziału Polskiego Towarzystwa Narciarzy w Przemyślu (1926–1930);
- wiceprezes Harcerskiego Klubu Sportowego „Czuwaj” (1925–1926);
- prezes Koła Przyjaciół Ligi Obrony Powietrznej i Przeciwgazowej w I Gimnazjum w Przemyślu (1924–1930);
- członek wydziału Przemyskiego Klubu Tenisowego (1925–1930).

## Publikacje[2]
- Zagadnienie syntezy w konstrukcji programów szkół ogólnokształcących, Warszawa 1932,
- Dwa programy fizyki, „Gimnazjum” 1933, t. 1, s. 99–103, 129–133, 209–212.

### Podręczniki
- Przyroda martwa. Podręcznik dla 5 klasy szkół powszechnych 3 i 2 stopnia, Lwów 1937;
- Przyroda martwa. Podręcznik dla 6 klasy szkół powszechnych 3 stopnia, Lwów 1938;
- Fizyka. Podręcznik na III klasę gimnazjalną, Lwów 1935 (współautor Franciszek Lorenz);
- Fizyka. Podręcznik na IV klasę gimnazjalną, Warszawa 1936 (współautor Franciszek Lorenz).

## Ordery i odznaczenia
- Złoty Krzyż Zasługi (10 listopada 1933)[3]